# اسمانتوس فراگناس
اسمانتوس فراگناس (نام علمی: Osmanthus fragrans) نام یک گونه از تیره تیره زیتون است.